# 쇼시 내친왕 (1027년)
쇼시/아키코 내친왕(일본어: 章子内親王 しょうし/あきこないしんのう[*], 만쥬 3년 12월 9일 (1027년 1월 19일) - 조지 2년 9월 17일 (1105년 10월 26일))은 제68대 고이치조 천황의 1황녀이다. 어머니는 후지와라노 미치나가의 장녀인 중궁 후지와라노 이시/타케코이다. 제70대 고레이제이 천황의 중궁이자 여원이다. 원호는 니죠인(二条院)이다. 동복자매로는 케이시/카오루코 내친왕 (고산조 천황의 중궁)이다.

## 생애
만쥬 4년 (1027년)에 내친왕 선하를 받았다. 조겐 3년 (1030년), 하카마기를 함과 동시에 준삼궁 일품에 오른다. 조겐 9년 (1036년)에 아버지 고이치조 천황과 어머니 중궁 이시/타케코가 잇따라 사망, 어린 나이에 부모와 사별했다.
조랴쿠 원년 (1037년), 챠쿠모(着裳)를 했고, 12살의 나이로 황태자 치카히토 친왕 (훗날의 고레이제이 천황)의 후궁에 들어갔다. 간토쿠 2년 (1045년), 치카히토 친왕의 즉위에 따라, 뇨고 선하를 받았고, 에이쇼 원년 (1046년), 중궁에 책립되었다. 지랴쿠 4년 (1068년)에 황태후에 책립, 그 이틀 뒤에 고레이제이 천황이 붕어하였다. 엔큐 원년 (1069년)에 머리칼을 자르고 승려가 되었고, 태황태후가 되었다. 엔큐 6년 (1074년)에 원호 선하를 받은 이후, 니죠인(二条院)이라 칭했다. 조지 2년 (1105년)에 향년 80세의 나이로 붕어했다.
고이치조 천황의 첫번째 아이로 태어나, 기대했던 남자는 아니었지만, 부모에게 매우 총애를 받았다. 온순한 성격의 아름다운 황녀였다고 한다. 부모가 사망한 후에는 조모 (외가에서는 백모) 죠토몬인 쇼시/아키코의 비호를 받으며 성장하였고, 동궁비로 입내하였다. 미치나가의 사후에는 그 자녀들이 후궁 정책으로 서로 견제하는 상황에 있었고, 당시에는 관백 요리미치의 딸이 아직 어려서, 아마도 절충안으로 미치나가 일족에 연루되어 죠토몬인의 후견을 받는 쇼시/아키코 내친왕이 선정되었을 것이다. 후에, 요리미치의 딸 칸시/히로코 입내 즈음하여, 내친왕이 이대로 중궁으로 좋다고 했다는 이야기가 『에이가모노가타리』에서 보이는데, 이는 선제 고스자쿠 천황의 후궁에서 마찬가지로 중궁이었던 테이시 내친왕 (쇼시/아키코 내친왕에게는 외사촌언니에 해당함)이 요리미치의 양녀 겐시/모토코의 입후로, 황후에게 떠밀려 궁중에 들어가기도 쉽지 않았던 상황을 보고 있었기 때문이기도 하다.
그렇다고 해도, 고귀하고 황홀한 인품이었다는 쇼시/아키코 내친왕은 남편 고레이제이 천황이 다른 비들을 총애해도 개의치 않았고, 따라서 요리미치 관련 사람들과의 관계도 평온했다. 또한, 천황인 남편이나, 후견인인 죠토몬인 쇼시/아키코 사후에도 국모가 아닌 황후로써는 처음인 여원호 선하마저 받아, 안정된 여생을 보낸 것 같다 (다만, 여원 선하에 대해서는 당시의 시라카와 천황 뇨고 후지와라노 켄시/카타이코를 입후시키기 위해서였다고도 하며, 국모가 아니기때문에, 원분 수령은 받지 않았다). 남편인 고레이제이 천황과의 사이에서는 끝내 자식을 얻지 못했다.
능묘는 아버지 고이치조 천황과 마찬가지로 보다이쥬인릉 (교토부 교토시 사쿄구 요시다카구라오카쵸)에 뭍혔다.